# Романовское сельское поселение (Челябинская область)
Рома́новское се́льское поселе́ние — упразднённое муниципальное образование в Саткинском районе Челябинской области Российской Федерации. В рамках административно-территориального устройства муниципальное образование  соответствовало административно-территориальной единице Романовский сельсовет. 
Административный центр — село Романовка.
Упразднено в 2023 году

## История
Статус и границы сельского поселения установлены Законом Челябинской области от 17 ноября 2004 года № 313-ЗО «О статусе и границах Саткинского муниципального района, городских и сельских поселений в его составе»
Упразднёно Постановлением Губернатора Челябинской области от 21.12.2023 № 326.

## Население
| 2002  | 2010  | 2011  | 2012  | 2013  | 2014  | 2015  |
| ----- | ----- | ----- | ----- | ----- | ----- | ----- |
| 1635  | ↗1653 | ↗1656 | ↘1642 | ↗1650 | ↗1654 | ↘1649 |
| 2016  | 2017  | 2018  | 2019  | 2020  | 2021  |       |
| ↘1631 | ↗1635 | ↗1659 | ↗1675 | ↘1633 | ↘1511 |       |

## Состав
| № | Населённый пункт | Тип населённого пункта       | Население |
| - | ---------------- | ---------------------------- | --------- |
| 1 | Единовер         | посёлок                      | ↘114      |
| 2 | Иструть          | посёлок                      | ↘14       |
| 3 | Пороги           | посёлок                      | ↘12       |
| 4 | Посёлок Тельмана | посёлок                      | ↗67       |
| 5 | Постройки        | посёлок                      | ↘11       |
| 6 | Романовка        | село, административный центр | ↗293      |
| 7 | Чулковка         | посёлок                      | ↗1142     |